# Markéta Vondroušová
Markéta Vondroušová, född 28 juni 1999 i Sokolov, är en tjeckisk tennisspelare.
Vondroušovás bästa resultat i en Grand Slam-turnering är första plats och därmed vinnaren av Wimbledon 2023 i dam singel, näst bäst en finalplats i Franska öppna 2019. Hon har vunnit en singeltitel på WTA-touren och sju titlar på ITF Women's Circuit.
Vid olympiska sommarspelen 2020 i Tokyo tog Vondroušová silver i damsingeln efter en finalförlust mot schweiziska Belinda Bencic.